# 葛倫米勒傳
《葛倫米勒傳》（英語：The Glenn Miller Story），1953年安東尼·曼執導的美國電影。由詹姆斯·史都華、瓊·艾莉森等主演。這是一部結合電影與音樂藝術的經典之作。
《葛倫米勒傳》是爵士樂搖擺大樂團（Big band swing）作曲家兼指揮家葛倫·米勒的傳記影片。描述葛倫·米勒原本是一位落魄而默默無聞的伸縮喇叭手，憑著才氣及對理想的堅持，再加上聰明賢慧的妻子與其他工作夥伴的幫助下，其作品終於在藝術和商業上都得到高度的肯定。葛倫·米勒後來在二次大戰期間，與其樂團成員加入美國陸軍航空軍，在軍中成立樂團，前往歐洲各地對盟軍從事勞軍活動。
現實中的詹姆斯·史都華在二次大戰時，是美國陸軍航空軍（美國空軍的前身）的飛行員，因此劇中葛倫·米勒所穿的陸航隊軍官制服，也就與他當年所穿的軍服相同型式。演出葛倫·米勒妻子的瓊·艾莉森素有「銀幕上的好太太」之稱。

## 片中出現曲目
1. "月光小夜曲（英语：Moonlight Serenade (song)）"
2. "Tuxedo Junction（英语：Tuxedo Junction）"
3. "Little Brown Jug（英语：Little Brown Jug）"
4. "St. Louis Blues — March"
5. "Basin Street Blues"
6. "In the Mood"
7. "String of Pearls"
8. "PEnnsylvania 6-5000（英语：PEnnsylvania 6-5000）"
9. "American Patrol"
10. "Otchi-Tchor-Ni-Ya"

## 音樂家的客串
多位爵士樂音樂家本人親自在此片客串演出。包括路易斯·阿姆斯壯、金·克拉巴、法蘭西絲·藍福、巴尼·畢加、Cozy Cole、Marty Napoleon、Ben Pollack、Babe Russin、Arvell Shaw、James Young (IV)、現代人樂團等。

## 得獎
- 《葛倫米勒傳》上映時得到巨大的票房成功，電影原聲帶則與電影一般的受歡迎。
- 《葛倫米勒傳》得到1954年奧斯卡金像獎的最佳錄音音乐奖，也得到兩項提名：最佳原创剧本奖及最佳原创音乐奖。
- 詹姆斯·史都華提名英國電影和電視藝術學院最佳外國男演員獎。

## 外部連結
- The Glenn Miller Story at the Internet Movie Database （页面存档备份，存于）
- Awards won by The Glenn Miller Story （页面存档备份，存于）
- Review of The Glenn Miller Story at The Shelf
- The Films of Anthony Mann